# Sân bay Mora-Siljan
Sân bay Mora-Siljan (IATA: MXX, ICAO: ESKM) là một sân bay có cự ly khoảng 7 km về phía tây nam của Mora, Thụy Điển.

## Các hãng hàng không và tuyến bay
Thời điểm tháng 11 năm 2006:
- Nextjet (Stockholm-Arlanda, Sveg)
- Kullaflyg cung ứng bởi Golden Air (Ängelholm-Helsingborg [theo mùa])
- Flysmaland cung ứng bởi Avitrans (Växjö [theo mùa]).